# Manfred Sommer (Comiczeichner)
Manfred Sommer (* 27. Mai 1933 in San Sebastian; † 3. Oktober 2007 in Galifa) war ein spanischer Comiczeichner, -autor und Illustrator, der vor allem durch seine Abenteuerserie Frank Cappa bekannt wurde.

## Leben und Werk
Sommer wurde als Sohn eines Deutschen und einer andalusischen Mutter im spanischen Baskenland geboren, wuchs in Barcelona auf und wanderte mit 21 Jahren nach Frankreich aus. Dort und in Belgien erhielt er eine professionelle Zeichenausbildung. Seine Haupteinflüsse sind aber bei Milton Caniff, Frank Robbins und später bei vor allem Hugo Pratt zu suchen.
Er arbeitete in diversen europäischen Ländern, unter anderem drei Jahre als Cartoon-Filmer in Frankreich, und vor allem als Maler und Buchillustrator.
1979 kehrte Sommer nach Spanien zurück und veröffentlichte seinen ersten Comic, die Kurzgeschichte Karelia. Zum großen Erfolg wurde 1981 die Serie Frank Cappa, in der er die Erlebnisse eines Kriegsberichterstatters schildert. Er schloss sich den spanischen Comickünstlern Jordi Bernet, Antonio Segura, Leopold Sánchez und José Ortiz an und war Teil der ambitionierten, aber kurzlebigen Initiative Metropol, die in den frühen 80er Jahren drei Magazine veröffentlichte. Die Werke El Lobo Solimento und Pollux wurden nach jeweils einem Album eingestellt.
Trotz der Anerkennung durch Leser und Kritik für sein Comic-Schaffen wandte sich Manfred Sommer in den 90er Jahren der Malerei zu. Als Comic-Schaffender meldete er sich 2003 zurück, in dem er verschiedene Episoden der in Italien sehr berühmten Western-Comic-Serie „Tex“ zeichnete.

## Veröffentlichungen in Deutschland
Serie Frank Cappa
- Frank Cappa – Der letzte Afrikaner und andere Erzählungen, Feest, 1984 (1981 in Spanien)
- Frank Cappa 1, Comicothek, 1983
- Frank Cappa in Brasilien, Feest, 1983
- Frank Cappa in Kanada, Comicothek, 1984
- Somoza und Gomorra – Frank Cappa in Nicaragua, Feest, 1985
- Frank Cappa 1 – Viet-Song, Carlsen Verlag, 1991
- Frank Cappa 2 – Opfer und Helden, Carlsen, 1992

Einzelalben
- Der einsame Wolf, Comicothek, 1986
- Pollux, Comicothek, 1986 (1980 in Spanien)